# Ichneumon subtestaceus
Ichneumon subtestaceus är en stekelart som beskrevs av Gmelin 1790. Ichneumon subtestaceus ingår i släktet Ichneumon och familjen brokparasitsteklar. Inga underarter finns listade i Catalogue of Life.